# Tony Lloyd (polityk)
Sir Anthony Joseph Lloyd (ur. 25 lutego 1950 w Stretford, zm. 17 stycznia 2024) – brytyjski polityk Partii Pracy, deputowany Izby Gmin.

## Działalność polityczna
Od 1979 do 1984 zasiadał w Radzie Miejskiej Trafford. W okresie od 9 czerwca 1983 do 1 maja 1997 reprezentował Okręg wyborczy Stretford, a od 1 maja 1997 do rezygnacji 22 października 2012 Okręg wyborczy Manchester Central w brytyjskiej Izbie Gmin. Od 1997 do 1999 był też ministrem stanu w Ministerstwie Spraw Zagranicznych w pierwszym rządzie Tony’ego Blaira. Od 29 maja 2015 do 8 maja 2017 był burmistrzem Wielkiego Manchesteru. Od 8 czerwca 2017 do śmierci 17 stycznia 2024 reprezentował Okręg wyborczy Rochdale w brytyjskiej Izbie Gmin. Od 2018 do 2020 był również ministrem ds. Irlandii Północnej w brytyjskim gabinecie cieni.
Zmarł w wyniku choroby nowotworowej 17 stycznia 2024 w wieku 73 lat.

## Życie prywatne
Od 1974 był żonaty z Judith Tear i mieli czworo dzieci.

## Odznaczenia i wyróżnienia
- 2021 Tytuł szlachecki i Odznaka Rycerza Kawalera[2].